# MPI Resolution
Die MPI Resolution ist ein Errichterschiff des britischen Unternehmens MPI Offshore. Das unter der Flagge der Niederlande betriebene Schiff gilt als das erste speziell für die Errichtung von Offshore-Windparks gebaute Schiff.

## Geschichte
Das Schiff wurde von Knut E. Hansen in Zusammenarbeit mit Mayflower Energy entworfen und als Mayflower Resolution unter der Baunummer TIV-1 auf der Werft Shanhaiguan Shipyard im chinesischen Chenwei gebaut. Die Kiellegung fand am 20. Mai, der Stapellauf am 7. November 2002 statt. Die Fertigstellung des Schiffes erfolgte am 5. Dezember 2003.

## Technische Daten und Ausstattung
Der Antrieb des Schiffes erfolgt dieselelektrisch. Vier Aquamaster-Propellergondeln mit jeweils 1.500 kW Leistung am Heck des Schiffes werden von ABB-Elektromotoren angetrieben. Für die Stromerzeugung stehen insgesamt sechs Mitsubishi-Dieselgeneratoren zur Verfügung, vier Hauptgeneratoren (Typ: S16R-MPTK-2) mit jeweils 1.920 kW Leistung sowie zwei Hafengeneratoren (Typ: S6B-MPTA) mit jeweils 236 kW Leistung. Die Haupt- und Hafengeneratoren sind in zwei Maschinenräumen untergebracht. Weiterhin wurde ein Notgenerator von Mitsubishi (Typ: 6D24TC) mit 210 kW Leistung verbaut.
Im Bug des Schiffes befinden sich drei Kamewa-Querstrahlsteueranlagen mit jeweils 700 kW Leistung, die ebenfalls von ABB-Elektromotoren angetrieben werden.
Das Schiff ist mit einem dynamischen Positionierungssystem ausgestattet. Es verfügt über sechs, jeweils 71,8 m lange Hubbeine und kann in bis zu 35 m tiefem Wasser arbeiten. Das Schiff kann bis zu einer Windgeschwindigkeit von 15,3 m/s und bis zu 2,8 m hohen Wellen eingesetzt werden.
Der um 360° drehbare Huisman-Kran befindet sich im Heckbereich des Schiffes zwischen den beiden achteren Hubbeinen. Er verfügt über zwei Hebewerke, von denen das Haupthebewerk 600 t (bei maximal 25 m Auslage) und das Hilfshebewerk 30 t (bei maximal 92,5 m Auslage) heben kann. Er kann bis zu einer Windgeschwindigkeit von 20 m/s eingesetzt werden. Der Hilfskran befindet sich auf der Steuerbordseite des Schiffes vor dem mittleren Hubbein. Dieser kann 50 t (bei maximal 35 m Auslage) heben und bis zu einer Windgeschwindigkeit von 16 m/s genutzt werden.
Das Deckshaus befindet sich im Bugbereich des Schiffes. Es bietet Platz für 70 Personen, die in 21 Doppel- und 28 Einzelkabinen untergebracht werden können. Die Stammbesatzung besteht aus 30 Personen. Das Arbeitsdeck, das sich hinter dem Deckshaus befindet, ist 3.200 m² groß. Es kann mit bis zu 10 t/m² belastet werden.
Das Schiff kann zwischen 30 und 60 Tagen auf See bleiben.